# Корошка (регіон)
Регіон Корошка (словен. Koroška regija) — статистичний регіон в північній Словенії уздовж кордону з Австрією. В регіоні найвища частка зайнятості в промисловості у зв'язку з присутністю різних заводів, розвинутою гірничодобувною промисловістю. Найбільшим природним активом регіону є ліси. Найбільше місто Словень Градець.

## Общини
До складу регіону входять такі общини:
Чрна-на-Корошкем, Дравоград, Межиця, Мислиня, Мута, Подвелка, Превалє, Радлє-об-Драві, Равне-на-Корошкем., Рибниця-на-Похорю, Словень Градець, Вузениця.

## Демографія
Населення: 73 839.

## Економіка
Структура зайнятості: послуги — 40,4 %, промисловість — 53,7 %, сільське господарство — 5,9 %.

## Туризм
Регіон приваблює лише 0,6 % від загального числа туристів в Словенії, більшість з них із Словенії (67,2 %).

## Транспорт
Довжина автомобільних доріг: - км. Інші дороги: 1059 км.